# Городское поселение рабочий посёлок Чистоозёрное
Городско́е поселе́ние рабочий посёлок Чистоозёрное — муниципальное образование в Чистоозёрном районе Новосибирской области Российской Федерации.
Административный центр — рабочий посёлок Чистоозёрное.

## История
Статус и границы городского поселения установлены Законом Новосибирской области от 2 июня 2004 года № 200-ОЗ «О статусе и границах муниципальных образований Новосибирской области»

## Население
| 2002  | 2010  | 2012  | 2013  | 2014  | 2015  | 2016  |
| ----- | ----- | ----- | ----- | ----- | ----- | ----- |
| 8184  | ↘7646 | ↘7394 | ↘7237 | ↘7108 | ↘7012 | ↘6964 |
| 2017  | 2018  | 2019  | 2020  | 2021  |       |       |
| ↘6816 | ↘6724 | ↘6601 | ↘6575 | ↘6363 |       |       |

## Состав городского поселения
| № | Населённый пункт | Тип населённого пункта                  | Население |
| - | ---------------- | --------------------------------------- | --------- |
| 1 | Ольховка         | посёлок                                 | ↘152      |
| 2 | Очкино           | деревня                                 | ↘557      |
| 3 | Чистоозёрное     | рабочий посёлок, административный центр | ↗5371     |
| 4 | Юдино            | деревня                                 | ↘43       |
| 5 | Яблоневка        | посёлок                                 | ↘465      |